# Prelatura territorial de Juli
La prelatura territorial de Juli (en latín: Praelatura Territorialis Iuliensis) es una circunscripción eclesiástica de la Iglesia católica en Perú. Se trata de una prelatura territorial latina, sufragánea de la arquidiócesis de Arequipa. Desde el 15 de noviembre de 2018 su prelado es Ciro Quispe López.

## Territorio y organización

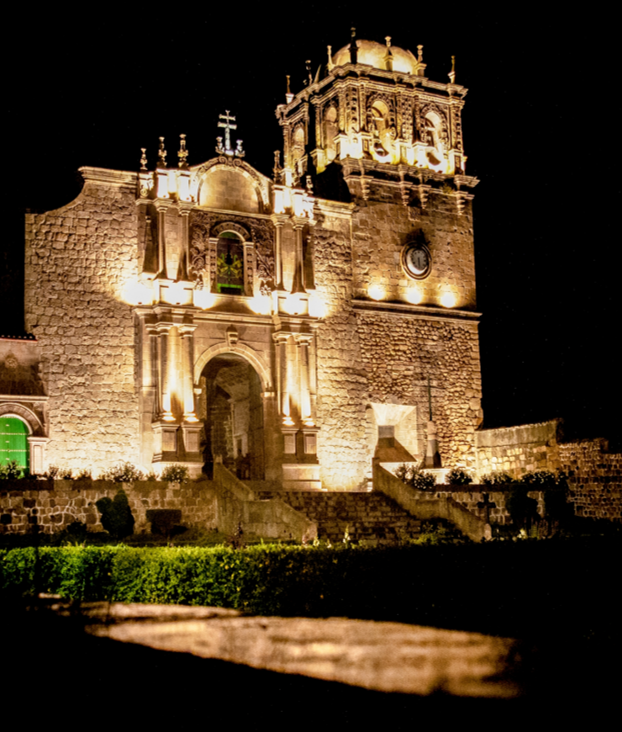
Vista nocturna de la catedral

La prelatura territorial tiene 13 805 km² y extiende su jurisdicción sobre los fieles católicos de rito latino residentes en parte del departamento de Puno, comprendiendo las provincias de: Chucuito, Yunguyo, El Collao y Puno (solo los distritos de: Ácora, Chucuito, Platería y Pichacani).
La sede de la prelatura territorial se encuentra en la ciudad de Juli, en donde se halla la Catedral de San Pedro Apóstol.
En 2021 en la prelatura territorial existían 15 parroquias.

## Historia
La prelatura territorial fue erigida el 3 de agosto de 1957 con la bula Qui disponente del papa Pío XII, derivando el territorio de la diócesis de Puno.
Edward Louis Fedders fue designado el primer prelado y tomó posesión de la nueva sede el 12 de diciembre de 1963, falleciendo el 11 de marzo de 1973. Raimundo Revoredo Ruiz fue nombrado prelado el 25 de noviembre de 1988 y tomó posesión de la sede el 5 de enero del año siguiente, hasta su renuncia del 29 de mayo de 1999. El 19 de abril de 2001 fue nombrado Elio Alevi Pérez Tapia, siendo consagrado el 10 de junio del mismo año. Presentó su renuncia el 25 de junio de 2005.
El 3 de abril de 2019 cedió una porción de su territorio para la erección de la prelatura territorial de Santiago Apóstol de Huancané mediante la bula Veritatis praecones del papa Francisco.

## Estadísticas
Según el Anuario Pontificio 2022 la prelatura territorial tenía a fines de 2021 un total de 180 136 fieles bautizados.
| Año                                                                             | Población            | Población | Población      | Sacerdotes | Sacerdotes    | Sacerdotes    | Bautizados por sacerdote | Diáconos permanentes | Religiosos | Religiosos | Parroquias |
| Año                                                                             | Bautizados católicos | Total     | % de católicos | Total      | Clero secular | Clero regular | Bautizados por sacerdote | Diáconos permanentes | Varones    | Mujeres    | Parroquias |
| ------------------------------------------------------------------------------- | -------------------- | --------- | -------------- | ---------- | ------------- | ------------- | ------------------------ | -------------------- | ---------- | ---------- | ---------- |
| 1966                                                                            | 390 000              | 400 000   | 97.5           | 43         | 8             | 35            | 9069                     |                      | 35         | 37         | 21         |
| 1970                                                                            | 404 000              | 460 000   | 87.8           | 22         | 3             | 19            | 18 363                   |                      | 21         | 24         | 21         |
| 1976                                                                            | 320 000              | 365 000   | 87.7           | 18         | 2             | 16            | 17 777                   |                      | 19         | 19         | 21         |
| 1980                                                                            | 342 000              | 372 000   | 91.9           | 15         | 3             | 12            | 22 800                   |                      | 16         | 23         | 21         |
| 1990                                                                            | 470 000              | 550 000   | 85.5           | 17         | 4             | 13            | 27 647                   |                      | 14         | 26         | 21         |
| 1999                                                                            | 300 000              | 385 411   | 77.8           | 12         | 5             | 7             | 25 000                   |                      | 11         | 21         | 21         |
| 2000                                                                            | 300 000              | 385 411   | 77.8           | 12         | 5             | 7             | 25 000                   |                      | 11         | 21         | 21         |
| 2001                                                                            | 300 000              | 385 411   | 77.8           | 13         | 5             | 8             | 23 076                   |                      | 12         | 21         | 21         |
| 2002                                                                            | 310 000              | 385 411   | 80.4           | 13         | 5             | 8             | 23 846                   |                      | 12         | 22         | 21         |
| 2003                                                                            | 400 000              | 450 000   | 88.9           | 13         | 5             | 8             | 30 769                   |                      | 12         | 23         | 21         |
| 2004                                                                            | 400 000              | 450 000   | 88.9           | 12         | 4             | 8             | 33 333                   |                      | 12         | 21         | 21         |
| 2013                                                                            | 444 000              | 499 600   | 88.9           | 17         | 17            |               | 26 117                   |                      |            | 17         | 23         |
| 2016                                                                            | 494 833              | 542 587   | 91.2           | 21         | 21            |               | 23 563                   |                      |            | 15         | 23         |
| 2019                                                                            | 161 314              | 189 819   | 85.0           | 22         | 20            | 2             | 7332                     |                      |            | 8          | 14         |
| 2020                                                                            | 180 136              | 225 170   | 80.0           | 18         | 15            | 3             | 10 008                   |                      | 3          | 12         | 14         |
| 2021                                                                            | 180 136              | 225 170   | 80.0           | 21         | 17            | 4             | 8577                     |                      | 4          | 13         | 15         |
| Fuente: Catholic-Hierarchy, que a su vez toma los datos del Anuario Pontificio. |                      |           |                |            |               |               |                          |                      |            |            |            |

## Episcopologio

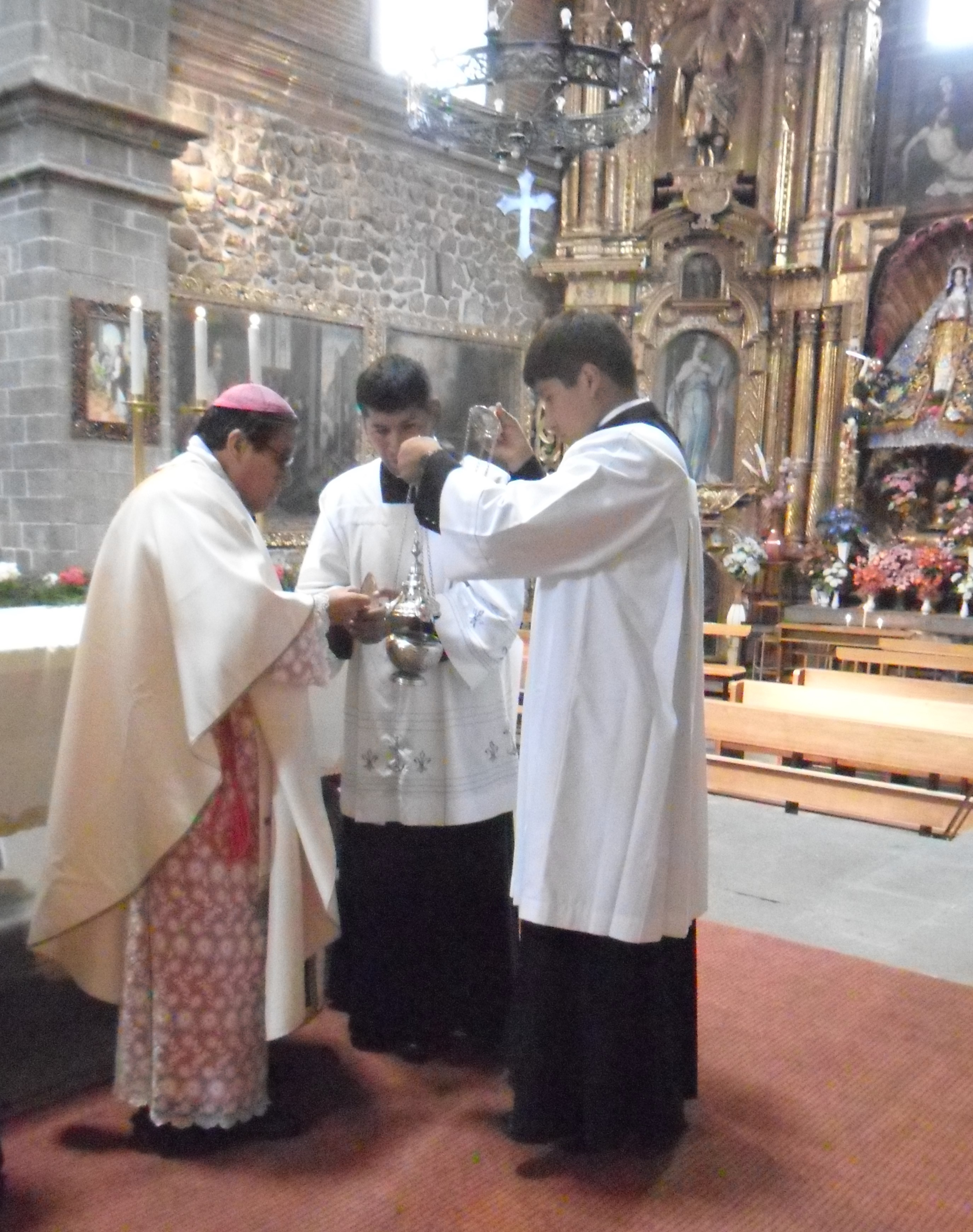
Obispo emérito durante la celebración eucarística en 2015

- Edward Louis Fedders, M.M. † (3 de agosto de 1957-11 de marzo de 1973 falleció)
- Alberto Koenigsknecht, M.M. (Administrador apostólico) † (31 de marzo de 1973- 9 de febrero de 1986 falleción en accidente)
- Raimundo Revoredo Ruiz, C.M. † (25 de noviembre de 1988-29 de mayo de 1999 renunció)
- Elio Alevi Pérez Tapia, S.D.B. † (19 de abril de 2001-25 de junio de 2005 renunció)
- José María Ortega Trinidad (22 de abril de 2006-15 de noviembre de 2018 renunció)
- Ciro Quispe López, desde el 15 de noviembre de 2018